# Мутна (Польща)
Мутна (Ментна, пол. Mętna) — село в Польщі, у гміні Мельник Сім'ятицького повіту Підляського воєводства. Населення — 78 осіб (2011).

## Історія
Щонайменше з XVIII століття на місці майбутньої Мутної діяла корчма. У XIX столітті засноване й саме село.
У 1975—1998 роках село належало до Білостоцького воєводства.

## Демографія
Демографічна структура станом на 31 березня 2011 року:
|          | Загалом | Допрацездатний вік | Працездатний вік | Постпрацездатний вік |
| -------- | ------- | ------------------ | ---------------- | -------------------- |
| Чоловіки | 36      | 3                  | 22               | 11                   |
| Жінки    | 42      | 6                  | 11               | 25                   |
| Разом    | 78      | 9                  | 33               | 36                   |